# Veliki majstor (red)
Veliki majstor ili veliki meštar (lati. Magister Magnus; engl. Grand Master; njem. Großmeister; fran. Grand Maître; tali. Gran maestro) je naslov vrhovnog poglavara raznih redova, uključujući viteške redove kao što su vojni redovi i dinastički viteški redovi.